# Liste des médaillées aux championnats du monde de gymnastique rythmique - Ruban
| Édition | Lieu                | Or                                               | Argent                                                                   | Bronze                         |
| ------- | ------------------- | ------------------------------------------------ | ------------------------------------------------------------------------ | ------------------------------ |
| 1963    | Budapest            | pas d'épreuve au ruban                           | pas d'épreuve au ruban                                                   | pas d'épreuve au ruban         |
| 1965    | Prague              | pas d'épreuve au ruban                           | pas d'épreuve au ruban                                                   | pas d'épreuve au ruban         |
| 1967    | Copenhague          | pas d'épreuve au ruban                           | pas d'épreuve au ruban                                                   | pas d'épreuve au ruban         |
| 1969    | Varna               | pas d'épreuve au ruban                           | pas d'épreuve au ruban                                                   | pas d'épreuve au ruban         |
| 1971    | La Havane           | Alfia Nazmutdinova (URS)                         | Elena Karpoukhina (URS)                                                  | Galima Chougourova (URS)       |
| 1973    | Rotterdam           | Galima Chougourova (URS)                         | Natalia Krachinnekova (URS)                                              | Maria Gigova (BUL)             |
| 1975    | Madrid              | Carman Rischer (GER)                             | Christiana Rosenberg (GER)                                               | Begona Blasco (ESP)            |
| 1977    | Bâle                | Irina Deriouguina (URS)                          | Carmen Rischer (GER) Galima Chougourova (URS)                            | -                              |
| 1979    | Londres             | Elena Tomas (URS)                                | Irina Deriouguina (URS)                                                  | Kristina Guiourova (BUL)       |
| 1981    | Munich              | Irina Devina (URS)                               | Iliana Raeva (BUL)                                                       | Anelia Ralenkova (BUL)         |
| 1983    | Strasbourg          | Galima Beloglazoa (URS) Diliana Guerguieva (BUL) | -                                                                        | Anelia Ralenkova (BUL)         |
| 1985    | Valladolid          | Galima Beloglazoa (URS) Bianka Panova (BUL)      | -                                                                        | Diliana Guerguieva (BUL)       |
| 1987    | Varna               | Tatiana Drouchinina (URS)                        | Bianka Panova (BUL)                                                      | Elizabeth Koleva (BUL)         |
| 1989    | Sarajevo            | Oxana Skaldina (URS)                             | Adriana Dunavska (BUL) Yuliya Baicheva (BUL) Oleksandra Tymoshenko (URS) | -                              |
| 1991    | Athènes             | pas d'épreuve au ruban                           | pas d'épreuve au ruban                                                   | pas d'épreuve au ruban         |
| 1992    | Bruxelles           | pas d'épreuve au ruban                           | pas d'épreuve au ruban                                                   | pas d'épreuve au ruban         |
| 1993    | Alicante            | Tatiana Ogrizko (BLR)                            | Maria Petrova (BUL)                                                      | Ekaterina Serebrianskaya (UKR) |
| 1994    | Paris               | Ekaterina Serebrianskaya (UKR)                   | Maria Petrova (BUL) Amina Zaripova (RUS) Elena Vitrichenko (UKR)         | -                              |
| 1995    | Vienne              | Elena Vitrichenko (UKR)                          | Larissa Loukianenko (BLR) Amina Zaripova (RUS)                           | -                              |
| 1996    | Budapest            | Elena Vitrichenko (UKR)                          | Yana Batyrchina (RUS)                                                    | Evgenia Pavlina (BLR)          |
| 1997    | Berlin              | Elena Vitrichenko (UKR)                          | Natalia Lipkovskaya (RUS)                                                | Eva Serrano (FRA)              |
| 1998    | Séville             | pas de concours individuel                       | pas de concours individuel                                               | pas de concours individuel     |
| 1999    | Ōsaka               | Alina Kabaeva (RUS)                              | Yulia Raskina (BLR)                                                      | Elena Vitrichenko (UKR)        |
| 2001    | Madrid              | pas d'épreuve au ruban                           | pas d'épreuve au ruban                                                   | pas d'épreuve au ruban         |
| 2002    | La Nouvelle-Orléans | pas de concours individuel                       | pas de concours individuel                                               | pas de concours individuel     |
| 2003    | Budapest            | Alina Kabaeva (RUS)                              | Anna Bessonova (UKR)                                                     | Elizabeth Paisieva (BUL)       |
| 2005    | Bakou               | Vera Sessina (RUS)                               | Anna Bessonova (UKR)                                                     | Natalia Godunko (UKR)          |
| 2007    | Patras              | Vera Sessina (RUS)                               | Anna Bessonova (UKR)                                                     | Alina Kabaeva (RUS)            |
| 2009    | Ise                 | Evgenia Kanaeva (RUS)                            | Anna Bessonova (UKR)                                                     | Silvia Miteva (BUL)            |
| 2010    | Moscou              | Daria Dmitrieva (RUS)                            | Daria Kondakova (RUS)                                                    | Aliya Garayeva (AZE)           |
| 2011    | Montpellier         | Evgenia Kanaeva (RUS)                            | Daria Kondakova (RUS)                                                    | Silvia Miteva (BUL)            |
| 2013    | Kiev                | Yana Kudryavtseva (RUS)                          | Hanna Rizatdinova (UKR)                                                  | Melitina Staniouta (BUL)       |
| 2014    | Izmir               | Margarita Mamun (RUS)                            | Yana Kudryavtseva (RUS)                                                  | Hanna Rizatdinova (UKR)        |
| 2015    | Stuttgart           | Yana Kudryavtseva (RUS)                          | Margarita Mamun (RUS)                                                    | Hanna Rizatdinova (UKR)        |
| 2017    | Pesaro              | Arina Averina (RUS)                              | Dina Averina (RUS)                                                       | Linoy Ashram (ISR)             |
| 2018    | Sofia               | Aleksandra Soldatova (RUS)                       | Milena Baldassarri (ITA)                                                 | Linoy Ashram (ISR)             |
| 2019    | Bakou               | Dina Averina (RUS)                               | Linoy Ashram (ISR)                                                       | Ekaterina Selezneva (RUS)      |